# Minika GO
Minika GO – turecki kanał telewizyjny adresowany do dzieci. Został uruchomiony w 2012 roku.